# Горайн (Міссурі)
Горайн (англ. Horine) — переписна місцевість (CDP) в США, в окрузі Джефферсон штату Міссурі. Населення — 657 осіб (2020).

## Географія
Горайн розташований за координатами 38°15′58″ пн. ш. 90°25′49″ зх. д. / 38.26611° пн. ш. 90.43028° зх. д. (38.266050, -90.430320).  За даними Бюро перепису населення США в 2010 році переписна місцевість мала площу 1,96 км², з яких 1,94 км² — суходіл та 0,02 км² — водойми.

## Демографія
Згідно з переписом 2010 року, у переписній місцевості мешкала 821 особа в 306 домогосподарствах у складі 229 родин. Густота населення становила 418 осіб/км².  Було 326 помешкань (166/км²).
Расовий склад населення:
| - 97,3 % — білих - 0,5 % — корінних американців - 0,1 % — чорних або афроамериканців |

До двох чи більше рас належало 1,6 %. Частка іспаномовних становила 1,0 % від усіх жителів.
За віковим діапазоном населення розподілялося таким чином: 24,4 % — особи молодші 18 років, 62,0 % — особи у віці 18—64 років, 13,6 % — особи у віці 65 років та старші. Медіана віку мешканця становила 38,1 року. На 100 осіб жіночої статі у переписній місцевості припадало 99,8 чоловіків;  на 100 жінок у віці від 18 років та старших — 100,3 чоловіків також старших 18 років.
Середній дохід на одне домашнє господарство  становив 47 313 долари США (медіана — 39 675), а середній дохід на одну сім'ю — 50 505 доларів (медіана — 40 365). За межею бідності перебувало 8,4 % осіб, у тому числі 3,4 % дітей у віці до 18 років та 0,0 % осіб у віці 65 років та старших.
Цивільне працевлаштоване населення становило 618 осіб. Основні галузі зайнятості: фінанси, страхування та нерухомість — 22,3 %, роздрібна торгівля — 15,7 %, публічна адміністрація — 12,1 %, виробництво — 12,1 %.